# Saint-Martin-des-Champs (Centro-Valle della Loira)
Saint-Martin-des-Champs è un comune francese di 362 abitanti situato nel dipartimento del Cher, nella regione del Centro-Valle della Loira.

## Società

### Evoluzione demografica
Abitanti censiti